# Jamie Sharper
(en) Statistiques sur pro-football-reference
Jamie Sharper, né le 23 novembre 1974 à Richmond en Virginie, est un joueur de football américain évoluant au poste de linebacker en National Football League. Il a joué pour les Ravens de Baltimore, les Texans de Houston et les Seahawks de Seattle. Sélectionné en 34e position par les Ravens lors de la draft 1997 de la NFL, il devient un élément important de la dominante défense des Ravens qui porte l'équipe jusqu'au sacre lors du Super Bowl XXXV. Sélectionné par les Texans lors de la draft d'expansion 2002 de la NFL, il est l'un des meilleurs plaqueurs de la ligue entre 2003 et 2004.